# Messalina

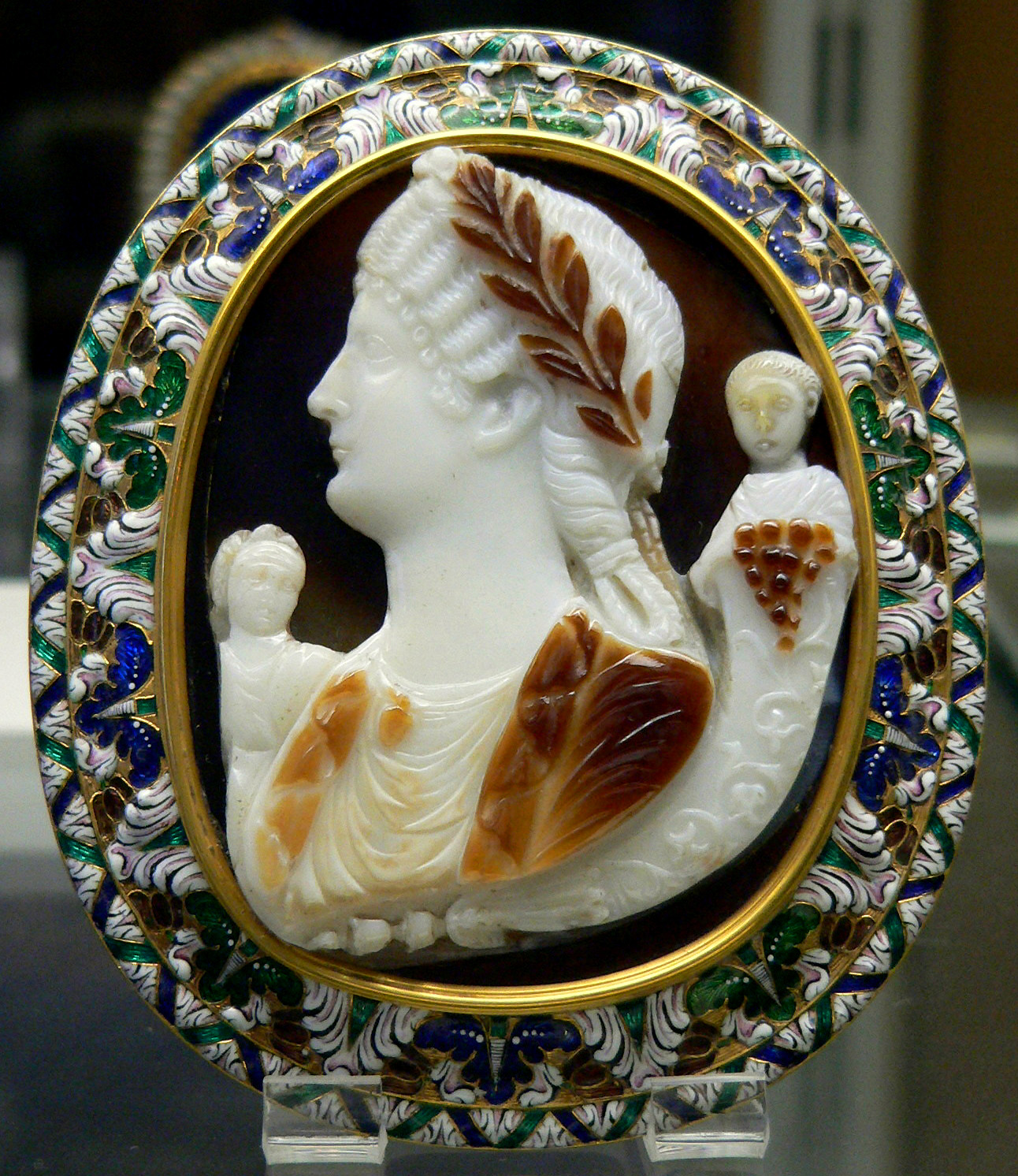
Messalina och hennes två barn Britannicus och Claudia Octavia.

Valeria Messalina, född ca 25, död 48 e.Kr., var en romersk kejsarinna, tredje hustru till kejsar Claudius. Hon anklagades för äktenskapsbrott sedan hon begått bigami efter att ha gift sig med senatorn Gaius Silius och avrättades efter att ha anklagats för konspiration mot sin make. Messalina hade med Claudius sonen Britannicus och dottern Claudia Octavia. Den senare blev hustru till kejsar Nero.

## Biografi
Messalina var dotter till Domitia Lepida och Marcus Valerius Messalla Barbatus och släkt med de julianska och claudiska ätterna.
Vid 15 års ålder gifte hon sig med Claudius, som ett par år därefter (år 41) blev kejsare. Hon hade stort inflytande i politiken och styrde tillsammans med de mäktiga, frigivna slavarna Polybius och Narcissus, som också var hennes älskare. Juvenalis skildrade Messalina som en kvinna med mycket utpräglad njutningslust; man har också velat påstå att hennes sinnlighet var så gott som en sjukdom.
Slutligen gick det så långt att hon under Claudius frånvaro i Ostia år 48 firade bröllop i Rom med sin älskare Gaius Silius. Claudius återvände till Rom mitt under bröllopsfestens orgier. De frigivna, särskilt Narcissus, bidrog till att hon blev avrättad innan hon fick en chans att beveka Claudius.

## Eftermäle
Asteroiden 545 Messalina är uppkallad efter henne.